# Masaya Tomizawa
Masaya Tomizawa (富澤 雅也 Tomizawa Masaya?), född 14 juli 1993 i Kanagawa prefektur, är en japansk fotbollsspelare.
Tomizawa började sin karriär 2016 i V-Varen Nagasaki.